# Partizan Belgrad
Partizan Belgrad (serbisch Спортско друштво Партизан Sportsko društvo Partizan, deutsch ‚Sportverein Partizan‘; auch ЈСД Партизан JSD Partizan bzw. Југословенско спортско Друштво Партизан Jugoslovensko Sportsko Društvo Partizan, deutsch ‚Jugoslawischer Sportverein Partizan‘) – oft nur Partizan genannt – ist ein serbischer Sportverein mit (heute) selbständigen Abteilungen und neben Roter Stern einer der beiden Spitzenvereine der Hauptstadt Belgrad.
Der Verein erhielt seinen Namen zu Ehren der jugoslawischen Partisanen und wurde am 4. Oktober 1945 von hohen Offizieren der jugoslawischen Volksarmee gegründet. Seine Sportclubs starten heute in 26 verschiedenen Sportarten. Vor allem bekannt ist der Verein für seine Fußballmannschaft, Basketballmannschaft, Wasserballmannschaft und Handballmannschaft. Neben zahlreichen nationalen Titeln und Erfolgen gewann der Sportverein auch mehrfach Titel auf europäischer Ebene, wodurch er zu den erfolgreichsten Vereinen der Welt gehört.

## Titel/Erfolge
Die größten Titel und Erfolge des Sportvereins sind:
Basketball
- Euroleague: 1992
- Halbfinale der Euroleague: 2010
- Halbfinale des Europapokal der Landesmeister: 1982, 1988
- Gewinn des Korać-Cups, dem damals drittbedeutendsten Europapokal: 1978, 1979, 1989
- ABA-Liga: 2007–2011, 2013, 2023, 2025
- Vizemeister der ABA-Liga: 2005, 2006
- Halbfinale der ABA-Liga: 2012, 2014

Eishockey
- Slohokej Liga: 2011, 2012
- Vizemeister der Slohokej Liga: 2010

Fußball
- Serbischer Rekord-Pokalsieger: 2008, 2009, 2011, 2016, 2017, 2018, 2019
- Finalist des Europapokals der Landesmeister: 1966
- Viertelfinale des Europapokal der Landesmeister: 1956, 1964
- Viertelfinale des Europapokal der Pokalsieger:1990

Handball
- Halbfinale des Europapokal der Pokalsieger: 1999, 2002
- Halbfinale des EHF Challenge Cup: 2011

Judo
- Europameister: 1959

Karate
- Europameister: 2000, 2001

Ringen
- Europameister: 2009

Volleyball
- Vizemeister des Challenge Cup: 1985, 1990
- Vizemeister des Balkan Pokals: 2012
- Dritter des Balkan Pokals: 2009

Wasserball
- Champions League: 1964, 1966, 1967, 1971, 1975, 1976, 2011
- Vizemeister der Champions League: 1965, 1973, 1990
- Europapokal der Pokalsieger: 1991
- Europa League: 1998
- Vizemeister der Europa League: 2005
- Europäischer Super Cup: 1991, 2011
- Vizemeister des Europäischen Super Cups: 1976
- Mittelmeer Meister: 1989
- EuroInter League: 2010, 2011
- Tom Hoad Cup: 2006, 2011

## Abteilungen
Zu den betriebenen Sportarten gehören Fußball, Basketball, Handball, Volleyball, Wasserball, Eishockey, Rugby, Tennis, Tischtennis, Leichtathletik, Schwimmsport, Radsport, Rudern, Boxen, Judo, Karate, Taekwondo, Ringen, Gewichtheben, Rhythmische Sportgymnastik, Sportschießen, Bowling, Unihockey, Schach und E-Sport.
Die bekanntesten Abteilungen sind:
- FK Partizan Belgrad (Fußball)
- KK Partizan Belgrad (Basketball)
- RK Partizan Belgrad (Handball)
- VK Partizan Belgrad (Wasserball)
- OK Partizan Belgrad (Volleyball)
- HK Partizan Belgrad (Eishockey)